# 康桥站
康桥站是上海轨道交通18号线的一座车站，位于中華人民共和國上海市浦东新区康桥镇滬南公路与秀沿路交叉口，于2020年12月26日开通。

## 车站结构

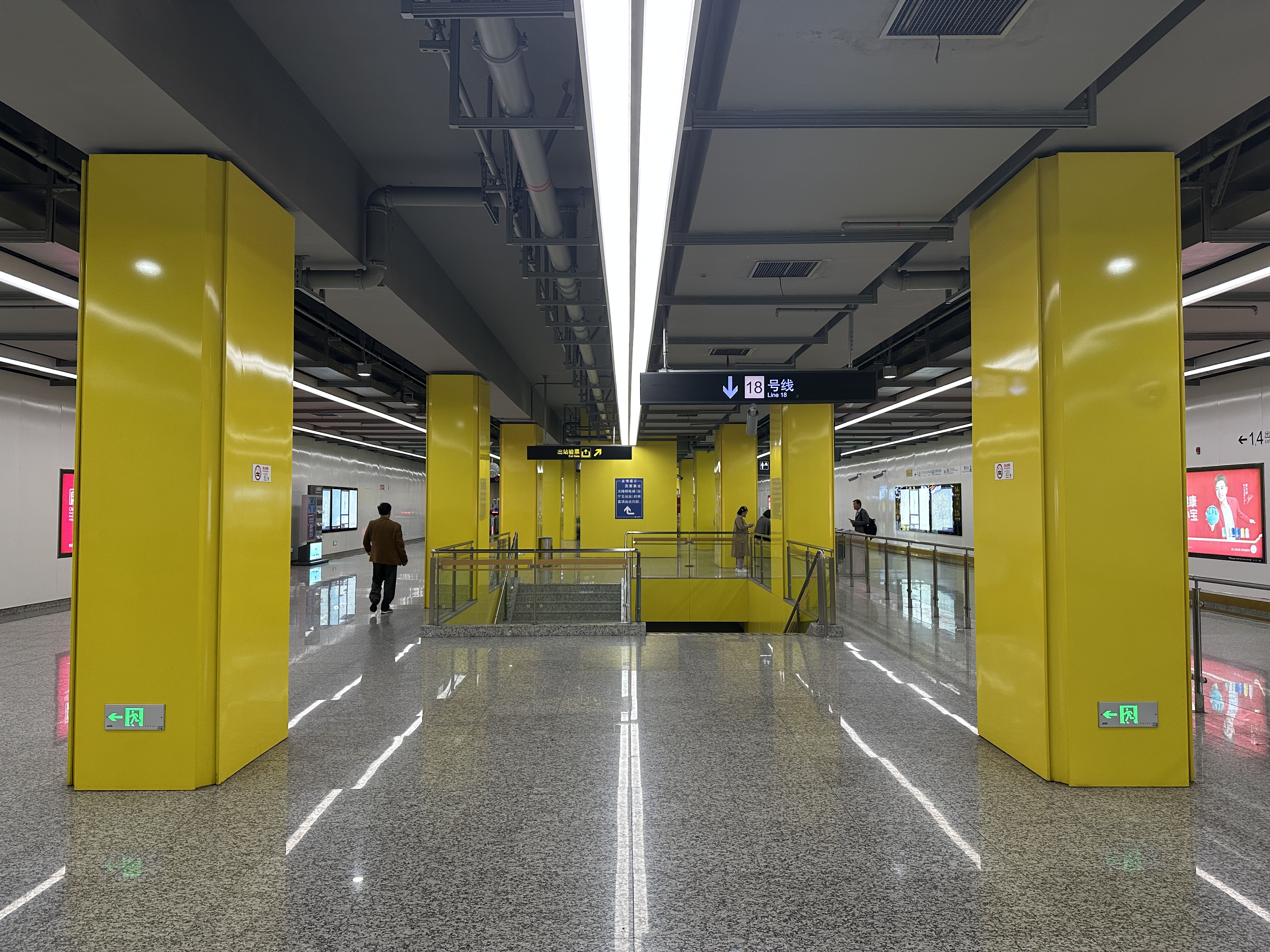
上海地铁康桥站站厅

康桥站沿沪南公路南北向设置，共设4个出入口，为地下二层双柱三跨岛式车站。
| 地面层   | 出入口             | 1-4出入口                        |  |  |
| 地下一层 | 站厅               | 票务服务、自动售票机、人工服务台 |  |  |
| 地下二层 | ②站台              | █ 18号线 往长江南路（御桥）      |  |  |
|          | 岛式站台，左侧开门 |                                  |  |  |
|          | ①站台              | █ 18号线 往航头（周浦）          |  |  |

## 車站出口
康桥站共有4个出入口，各出入口如下所示：
| 出口编号            | 出口指示         | 照片 |
| ------------------- | ---------------- | ---- |
| 1 · 出口            | 沪南公路，秀沿路 |      |
| 2 · 出口            | 沪南公路         |      |
| 3 · 出口            | 沪南公路         |      |
| 4 · 出口 · （设有） | 沪南公路         |      |
| 图例： 设有         |                  |      |